# گرابووهوفه
گرابووهوفه (به آلمانی: Grabowhöfe) یک شهر در آلمان است که در Mecklenburgische Seenplatte District واقع شده‌است. گرابووهوفه ۱٬۴۶۵ نفر جمعیت دارد.